# Гаррі фон Арнім
Гаррі Курт Карл Едуард фон Арнім (нім. Harry Karl Kurt Eduard Graf von Arnim-Suckow; 1824, Мисловиці — 1881, Ніцца) — німецький дипломат.

## Біографія
Гаррі Курт Карл Едуард фон Арнім народився 3 жовтня 1824 року в місті Мойцельфице в Померанії.

### Дипломатична кар'єра
По закінченні університетського курсу в 1847 році поступив на службу аудитором, а в 1850 році перейшов на дипломатичні терені. Незабаром одержав призначення при посольстві в місті Мюнхені.
З 1853 по 1855 рік був на посаді секретаря посольства в Римі, звідки був викликаний в Берлін, де працював у міністерстві закордонних справ Німеччини до 1858 року.
З 1859 по 1861 рік був першим радником прусського посольства у Відні, в 1862 році призначений надзвичайним послом у Лісабон, в 1864 році отримав таку ж посаду в Мюнхені.
У жовтні 1864 року, коли Арнім був затверджений послом при папській курії в Римі, де разом з тим йому належало з 1866 року підтримувати і посилювати укладений між Пруссією і Італією дружній союз, але підтримувати, не викликаючи, однак, неприязні Ватикану. Гаррі фон Арні виконував свою задачу з таким дипломатичним мистецтвом, що у 1868 році отримав нові повноваження як посол при папському престолі від Північнонімецької конфедерації.
Наперекір Ватиканському собору, Арнім радив своєму уряду посунути німецьких єпископів до протесту проти догмата непогрішності, але не міг схилити на свою сторону графа Бісмарка.
28 липня 1870 року фон Арнім отримав титул графа, в березні 1870 року призначений комісаром в Брюссель у справах, що стосувалися укладення миру з Францією,  працював також у Франкфурті-на-Майні. Там він знову опинився настільки спритним і досвідченим дипломатом, що 23 серпня 1871 був призначений надзвичайним німецьким послом при Французькій республіці та 9 січня 1872 року був акредитований на цій посаді посла Німецької імперії. Принципові незгоди у думках між Арнімом і Бісмарком як в питанні відносин між Німеччиною та Францією, так і щодо церковної політики послужили приводом до того, що граф був відкликаний від своєї посади в Парижі 2 березня 1874 року і 19 березня того ж року призначений посланцем в Константинополь, але цього посту він не зайняв, так як вже 15 травня 1874 був звільнений у відставку.

### Судовий процес, вирок і смерть
На місце Арніма посланцем у французьку столицю був призначений князь Хлодвіг Гогенлое, який 8 червня 1874 року повідомив Берлін, що в канцелярії посольства не знаходиться кількох офіційних актів, що стосуються майбутнього скасування папського престолу і конклаву. Після ревізії архіву посольства виявилося, що не знаходиться, крім зазначених вище документів, ще близько вісімдесяти інших важливих дипломатичних давніх актів і приписів. Арніму було пред'явлено офіційне вимога про видачу зазначених документів, але воно не було ним задоволене. Після настійної вимоги з боку уряду він представив нарешті 14 дипломатичних актів; але так як вони виявилися маловажливими, самі ж значні він утримав, то 2 жовтня міністерство запропонувало державній прокуратурі в Берліні провести слідство. 4 жовтня 1874 року він був арештований у своєму маєтку Нассенгейді, в окрузі Штетіна, і хоча був звільнений за внесення застави в 100000 талерів, але слідом за тим за утайку грамот притягнутий до суду.
Його звинувачували в тому, що, будучи в Парижі з 1872 по 1874, маючи у своєму віданні архівні документи, довірені йому, як посадовій особі, він навмисне приховав їх і привласнив собі. З 9 по 15 грудня 1874 року в берлінському суді розбирався його процес; викритий в умисному приховуванні церковно-політичних актів,  Арніма було звинувачено у приховуванні цих документів і в службових злочинах і засуджено до тримісячного ув'язнення, причому був прийнятий у розрахунок місяць попереднього ув'язнення.
Державна прокуратура так само, як і адвокати графа, апелювала проти рішення суду, опублікованого 19 грудня; але результатом цієї апеляції було те, що Гаррі Курт Карл Едуард фон Арнім був засуджений вже до дев'ятимісячного ув'язнення за приховування офіційних документів. Внаслідок з'ясованих на цьому судовому розгляді службових проступків проти Арніма було порушено дисциплінарне переслідування за ухилення від арешту через нібито подорожі по Швейцарії та Італії. Державний дисциплінарний суд у Потсдамі, розбирав справу 27 серпня 1876 року, засудив його до звільнення від служби, що тягло за собою позбавлення титулу і пенсії. В результаті скандалу, що вибухнув, був змушений піти у відставку і його двоюрідний брат Адольф фон Арнім-Бойценбург, який в 1877 році обіймав посаду обер-президента Сілезії.
Слідом за цим Гаррі фон Арнім видав брошуру «Pro nihilo. Vorgeschichte des Arnim-Processes» (Цюріх, 1875), в якій, викриваючи секретні дипломатичні документи, різко нападав на Бісмарка. Тому за рішенням прусського державного суду почалося слідство проти Арніма за звинуваченням у державній зраді, образі державного канцлера і міністерства закордонних справ.
11 травня 1876 року відбувалося засідання державного суду під головуванням віце-президента Мюллера, але розгляд було відкладено до 15 жовтня на прохання обвинуваченого, щоб в за цей термін він міг зібрати докази на своє виправдання. Між тим Арнім залишався все ще за кордоном. Члени прізвища Арнім вирішили на сімейній раді подати прохання про помилування їх родича, щоб цим дати йому можливість повернутися для особистого захисту. Після доповіді Бісмарка і міністра юстиції було вирішено відмовити прохачам, і 16 травня було підписано оголошення Арніма втікачем, а також висунуто вимогу закордонній владі доставити його в тюремне управління на Плеценському озері, де згідно з судовим вироком фон Арнім повинен був відсидіти дев'ять місяців. Арнім надіслав лікарські свідоцтва, в яких значилося, що виконання судового вироку було б небезпечно для його життя; проте суд оголосив, що свідчення іноземних лікарів не може мати значення для законної влади. Тому подальші підступи для уповільнення справи державний суд відхилив, і заочним рішенням він був звинувачений у державній зраді і засуджений до п'ятирічного ув'язнення в гамівному будинку.
Верховний суд відмовив у проханні про скасування вироку. Арнім відповідав на це публікацією другої частини своєї брошури, в якій, посилаючись на дипломатичні документи, виставляв себе невинною жертвою переслідувань з боку князя Бісмарка. Тоді родина Арнім вжила всі зусилля, щоб змити ганьбу засудження одного з її членів у державній зраді, і вирішила в 1880 році, спираючись на свідчення двох берлінських судових лікарів, які заявили, що продовження тюремного ув'язнення з огляду на слабке здоров'я графа небезпечно для його життя, вимагати вільного пропуску для особистої явки на суд і поновлення процесу. Імперський суд дозволив йому вільний проїзд, але 19 травня 1881 року Арнім помер у місті Ніцці. Тіло його було привезено в Шлагентин при Гентине і поховано там у родинному склепі.